# Final da Copa Libertadores da América de 2021
A final da Copa Libertadores da América de 2021 foi a 62.ª final da Libertadores da América, torneio continental organizado anualmente pela Confederação Sul-Americana de Futebol (CONMEBOL), e foi disputada em 27 de novembro de 2021, no Estádio Centenario, em Montevidéu, no Uruguai. Assim como na decisão da temporada passada, a partida foi protagonizada por um clássico entre duas equipes brasileiras: o Palmeiras, de São Paulo, que se classificou para a final pelo segundo torneio consecutivo, e o Flamengo, do Rio de Janeiro. A partida foi apitada pelo argentino Néstor Pitana.
Os dois times se classificaram diretamente para a fase de grupos; o Palmeiras, por, na época, ser o atual campeão, e o Flamengo, por ter conquistado o Campeonato Brasileiro de 2020. O alviverde ficou no grupo A, com o Defensa y Justicia, da Argentina, o Universitario, do Peru, e o Independiente del Valle, do Equador, enquanto o rubro-negro foi sorteado no grupo G, junto com a LDU Quito, do Equador, o Vélez Sarsfield, da Argentina, e o Unión La Calera, do Chile. Ambos os finalistas passaram para o mata-mata como líderes de seus grupos: os paulistas, com quinze pontos, e os cariocas, com doze. Nas fases eliminatórias, o Palmeiras enfrentou e venceu o Universidad Católica, do Chile, o São Paulo, e o Atlético Mineiro; já o Flamengo passou por Defensa y Justicia, Olimpia, do Paraguai, e o Barcelona de Guayaquil, do Equador.
Na decisão, o Palmeiras venceu a partida por 2–1 na prorrogação, após o tempo normal ter terminado empatado por 1–1. O alviverde abriu o placar com Raphael Veiga logo no início do jogo; o Flamengo igualou com Gabriel Barbosa aos 27 minutos da segunda etapa. No começo da prorrogação, um erro do meia flamenguista Andreas Pereira no campo de defesa possibilitou ao centroavante palmeirense Deyverson roubar a bola e marcar o gol de desempate, resultado que o Palmeiras manteve até o final da partida. Foi a terceira conquista de Libertadores do clube paulista, depois de ter vencido em 1999 e 2020; ele se juntou ao Santos, ao São Paulo e ao Grêmio como maiores campeões brasileiros da Libertadores. Além disso, o clube palestrino se sagrou bicampeão consecutivo, algo que não ocorria desde a edição de 2001, quando o Boca Juniors realizou tal fato. Com a conquista, o Palmeiras garantiu vaga para quatro torneios: o Mundial Interclubes da FIFA de 2021, a Recopa Sul-Americana de 2022, a Libertadores da América de 2022 e, posteriormente, o Mundial Interclubes da FIFA de 2025.
Após a conquista, alguns jogadores do Palmeiras comemoraram desabafando, tendo como alvo o volante flamenguista Willian Arão, que havia mencionado dias antes que o Flamengo seria campeão ao vencer por 2–0. O técnico Abel Ferreira tornou-se o treinador mais vitorioso do alviverde no século XXI. Do lado do Flamengo, os jogadores e a torcida deram respaldo a Andreas pelo erro cometido, com o treinador Renato Gaúcho atribuindo a culpa do vice para si; Renato acabou sendo demitido pelo Flamengo dois dias depois da final. A imprensa considerou que a temporada rubro-negra foi "frustrante" devido expectativas criadas, mesmo tendo vencido o Campeonato Carioca e a Supercopa do Brasil na temporada.

## Antecedentes
A decisão da Libertadores de 2021 foi, até então, a quarta em que envolveu dois times brasileiros. A primeira foi em 2005, quando o São Paulo faturou o tricampeonato em cima do Atlético Paranaense. A segunda, em 2006, reuniu novamente o tricolor paulista, mas desta vez contra o Internacional, que saiu-se campeão. A última foi exatamente a da temporada anterior, quando o próprio Palmeiras conquistou o bicampeonato derrotando o Santos.
Tanto Flamengo quanto Palmeiras foram finalistas da Libertadores em outras edições: o rubro-negro foi finalista em 1981 e 2019, onde conquistou seus dois títulos. O clube palestrino chegou a uma decisão do torneio sul-americano pela sexta vez na sua história, acumulando dois títulos (1999 e 2020) e três vices (1961, 1968, e 2000). Na história do confronto, foi a primeira vez que o alviverde e o rubro-negro se encontraram numa final de Libertadores, e que os dois últimos campeões de Libertadores se classificaram para a decisão. Entretanto, já foram personagens de duas finais: da Copa Mercosul de 1999, e da Supercopa do Brasil de 2021, duas competições que o clube carioca triunfou sobre o paulista. Tratando-se de dados na competição e o momento vivido pelos times antes do duelo, ambos chegaram à final com números de verdadeiros postulantes ao título: o Palmeiras estava há quinze jogos invicto fora de casa na Libertadores, enquanto o Flamengo, somando as edições de 2020 e 2021, estava há dezessete jogos sem ser derrotado, um recorde na competição. Em doze jogos no torneio, o clube paulista obteve oito vitórias, três empates e uma derrota,  com 27 gols feitos e nove sofridos; enquanto o carioca faturou nove vitórias e três empates, com 32 gols feitos, e sofrido doze.
A respeito dos treinadores, tanto Abel Ferreira quanto Renato Gaúcho buscavam seu segundo título continental sul-americano como técnicos. Renato venceu a competição em 2017 com o Grêmio, enquanto Abel defendia seu título de 2020 conquistado com o alviverde. Ambos os treinadores, entretanto, já protagonizaram uma decisão, que foi a da Copa do Brasil de 2021 entre Palmeiras e Grêmio; o português levou a melhor sobre o gaúcho.

## Caminhos até à final

### Palmeiras

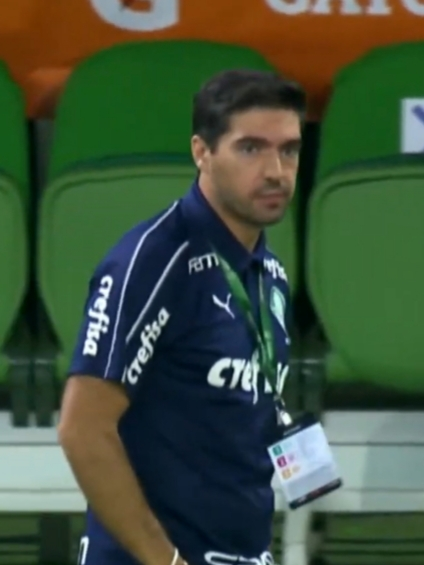
Abel Ferreira, em pouco menos de um ano de clube, conseguiu levar o Palmeiras à sua segunda final de Libertadores consecutiva.

Por ser o atual campeão no início do torneio, o Palmeiras se classificou direto para a fase de grupos da Libertadores. Foi sorteado no grupo A, com o Defensa y Justicia, da Argentina, o Universitario, do Peru, e um adversário que seria definido após a disputa das fases preliminares. Esse adversário veio a se tornar o Independiente del Valle, do Equador. Jogando pela fase de grupos, classificou-se como líder, com quinze pontos, obtendo cinco vitórias e uma derrota. Fez a segunda melhor campanha da fase de grupos, atrás apenas do Atlético Mineiro, que fez dezesseis pontos.
Nas oitavas de final, em sorteio realizado, ficou definido que o Palmeiras enfrentaria o Universidad Católica, do Chile, vice-líder do grupo F. Duas vitórias por 1–0 garantiram a presença do alviverde para as quartas de final, onde enfrentaria o São Paulo. O Choque-Rei já havia acontecido diversas vezes na história da Libertadores, e o tricolor nunca havia perdido para o alviverde até então; nas partidas eliminatórias, eliminou o rival três vezes. No jogo de ida, no Morumbi, houve um empate por 1–1. Na volta, no Allianz Parque, o Palmeiras venceu por 3–0 e se classificou para as semifinais do torneio, onde pegaria o Atlético Mineiro, que havia eliminado o River Plate do outro lado da chave. Pelo fato do clube mineiro ter tido a melhor campanha durante o torneio, o primeiro jogo foi em São Paulo; um empate em 0–0. No Mineirão, o alviverde conseguiu um empate por 1–1, e, devido a regra do gol fora de casa, conquistou o direito de disputar mais uma final de Libertadores em sua história, a segunda consecutiva.

### Flamengo

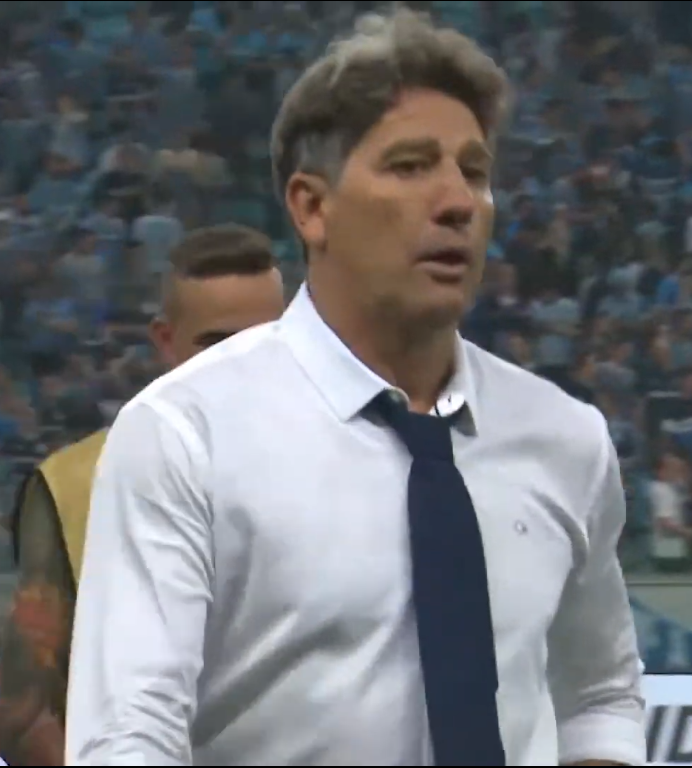
Renato Gaúcho assumiu o Flamengo na fase de mata-mata do torneio.

Campeão do Campeonato Brasileiro de 2020, o Flamengo também se classificou diretamente para a fase de grupos da Libertadores. Sorteado no grupo G, junto com a LDU, do Equador, o Vélez Sarsfield, da Argentina, e o Unión La Calera, do Chile, o rubro-negro classificou-se como líder do seu grupo, com doze pontos (três vitórias e três empates). Tais resultados deram a quinta melhor campanha da edição do torneio ao clube, que estava ainda sob o comando do técnico Rogério Ceni; o ex-goleiro acabou sendo demitido em julho devido maus resultados.
No sorteio das oitavas de final, foi definido que o Flamengo encararia o Defensa y Justicia, que se classificou como vice-líder do grupo do próprio Palmeiras. Já sob o comando de Renato Gaúcho, o rubro-negro conquistou uma vitória por 1–0 na Argentina. Na volta, outro triunfo, desta vez por 4–1, o que levou o clube carioca às quartas, onde pegaria o Olimpia, do Paraguai. Dois triunfos confortáveis sobre o clube paraguaio (4–1 fora e 5–1 em casa) levaram o Flamengo às semifinais, onde pegaria o Barcelona de Guayaquil, do Equador, que eliminou o rival carioca Fluminense na outra chave. Novamente o rubro-negro conseguiu mais duas vitórias, desta vez ambas por 2–0, e classificou-se para a terceira final de Libertadores de sua história, sendo o primeiro clube a vencer todos os jogos da fase de mata-mata.

## Pré-jogo

### Local

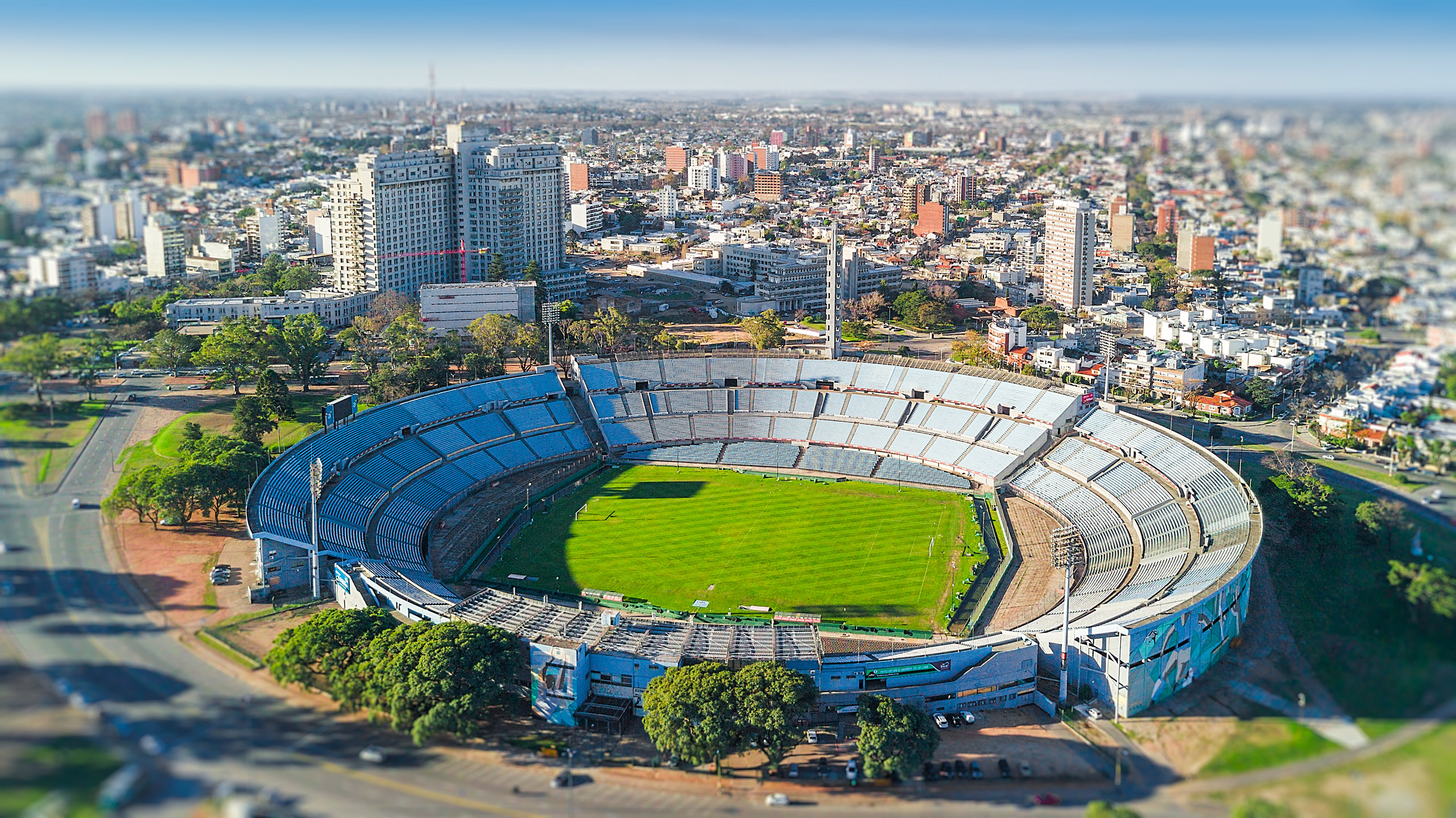
O Estádio Centenario, em Montevidéu, foi escolhido como sede para a final.

Em 13 de maio de 2021, a CONMEBOL anunciou que o Estádio Centenario, em Montevidéu, no Uruguai, havia sido determinado como palco da final. O estádio foi o vencedor entre doze candidaturas de sedes do Brasil, do Equador, do Chile e da Argentina. Inaugurado em 1930, é o estádio com a maior quantidade de jogos disputados de Libertadores, com mais de quatrocentos; contando apenas finais, foram vinte. Foi a quinta vez que o Centenario funcionou como campo neutro numa decisão do torneio sul-americano. Três dessas decisões envolveram ora palmeirenses ou flamenguistas.

### Arbitragem

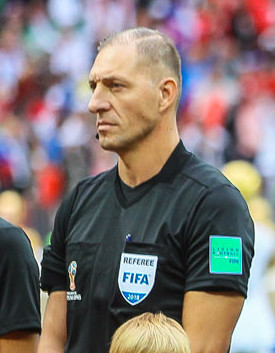
O argentino Néstor Pitana foi o encarregado de apitar a decisão.

A equipe de arbitragem decidida pela CONMEBOL para comandar a final foi anunciada em 27 de outubro, com o argentino Néstor Pitana, então com 46 anos, como o árbitro principal escolhido. Pitana foi árbitro FIFA entre 2010 e 2022, participando de duas Copas do Mundo: a de 2014 e a de 2018; nessa última, apitou a final entre França e Croácia. Indo para a sua terceira final de Libertadores, o argentino também comandou a partida de ida de 2013, e a partida de volta de 2016. Pitana seria auxiliado por seus compatriotas Juan Belatti e Gabriel Chade como bandeirinhas, e Facundo Tello e Maximiliano del Yesso como quarto e quinto árbitros, respectivamente; o VAR seria comandado pelo chileno Julio Bascuñán.

### Transmissão
No Brasil, assim como na edição anterior, a final foi transmitida pelo SBT na TV aberta. Foi a segunda temporada em que a emissora deteve os direitos de transmissão do torneio. A equipe designada para cobrir a partida era composta por Téo José na narração, com os comentários de Mauro Beting e o ex-atacante Washington. Pela TV por assinatura, o canal Fox Sports, do grupo Disney, foi o responsável pela transmissão, assim como a CONMEBOL TV, canal de pay-per-view lançado pela entidade sul-americana para a temporada 2021. Por serviço de streaming, a plataforma Star+ também transmitiu a partida. Ao redor do mundo, mais de duzentos países puderam acompanhar a final em diferentes serviços e canais, fazendo disso a maior cobertura da história da Libertadores.(p.59)

### Público
Em 25 de outubro, a Secretaria Nacional de Esportes do Uruguai anunciou que, em acordo com o Ministério de Saúde do país, decidiu ampliar a presença de público para a final, que estava prevista inicialmente em 50%, para 75%. Devido à pandemia de COVID-19 no Uruguai, as autoridades do país informaram que seria obrigatória a apresentação de comprovante de vacinação completa contra o vírus, além de um intervalo de no mínimo catorze dias após a segunda dose e de um exame tipo PCR negativo com um intervalo de no máximo 72 horas. O uso de máscaras e o distanciamento social também foram uma regra imposta pelas autoridades.
A organização do Estádio Centenario decidiu dividir as áreas do estádio em cinco. Duas tribunas foram separadas para as torcidas organizadas, e outras três estariam destinadas a moradores do Uruguai, convidados, patrocinadores e autoridades. Nem os clubes e nem a CONMEBOL divulgaram o exato número de ingressos que foram postos à venda, mas, de acordo com o portal ge, as estimativas eram de treze mil para cada clube. Os preços dos ingressos variaram entre duzentos dólares (1 110 reais, na época) e 650 dólares (3 620,50 reais, na época). Ainda de acordo com o ge, o Flamengo comercializou todas as entradas, enquanto o Palmeiras deixou de vender por volta de seis mil ingressos.

### Cerimônia de abertura
No dia 25 de novembro, a CONMEBOL anunciou que a cerimônia de abertura da final teria uma apresentação da cantora brasileira Anitta. Num palco montado no gramado e ao lado de quatro bailarinas, a artista brasileira cantou três de seus grandes hits internacionais antes do início da partida. A apresentação durou cerca de dez minutos. Logo após a apresentação, o ex-goleiro argentino Nery Pumpido, campeão da Libertadores como jogador com o River Plate em 1986 e como treinador do Olimpia em 2002, entrou em campo carregando a taça, momentos antes dos jogadores dos dois times entrarem no gramado.

## Partida

### Escalações e desfalques
Do lado do Palmeiras, Abel Ferreira não pôde contar com o lateral-direito titular, Marcos Rocha, por estar suspenso por ter acumulado três cartões amarelos das fases anteriores; Mayke foi seu substituto escolhido. O treinador português escalou uma linha defensiva composta por três zagueiros (Gustavo Gómez, Luan e Piquerez — esse último, lateral-esquerdo de origem) e dois alas (Gustavo Scarpa pela esquerda e Mayke pela direita) para explorar espaços na defesa do Flamengo. O time carioca, por sua vez, foi escalado por Renato Gaúcho com força máxima e usando o time que participou de boa parte do torneio; o meia uruguaio De Arrascaeta, que havia se recuperado de uma lesão muscular, estava de volta ao time. O atacante Michael, que vinha se destacando nos últimos jogos do rubro-negro, ficou no banco.

### Primeiro tempo

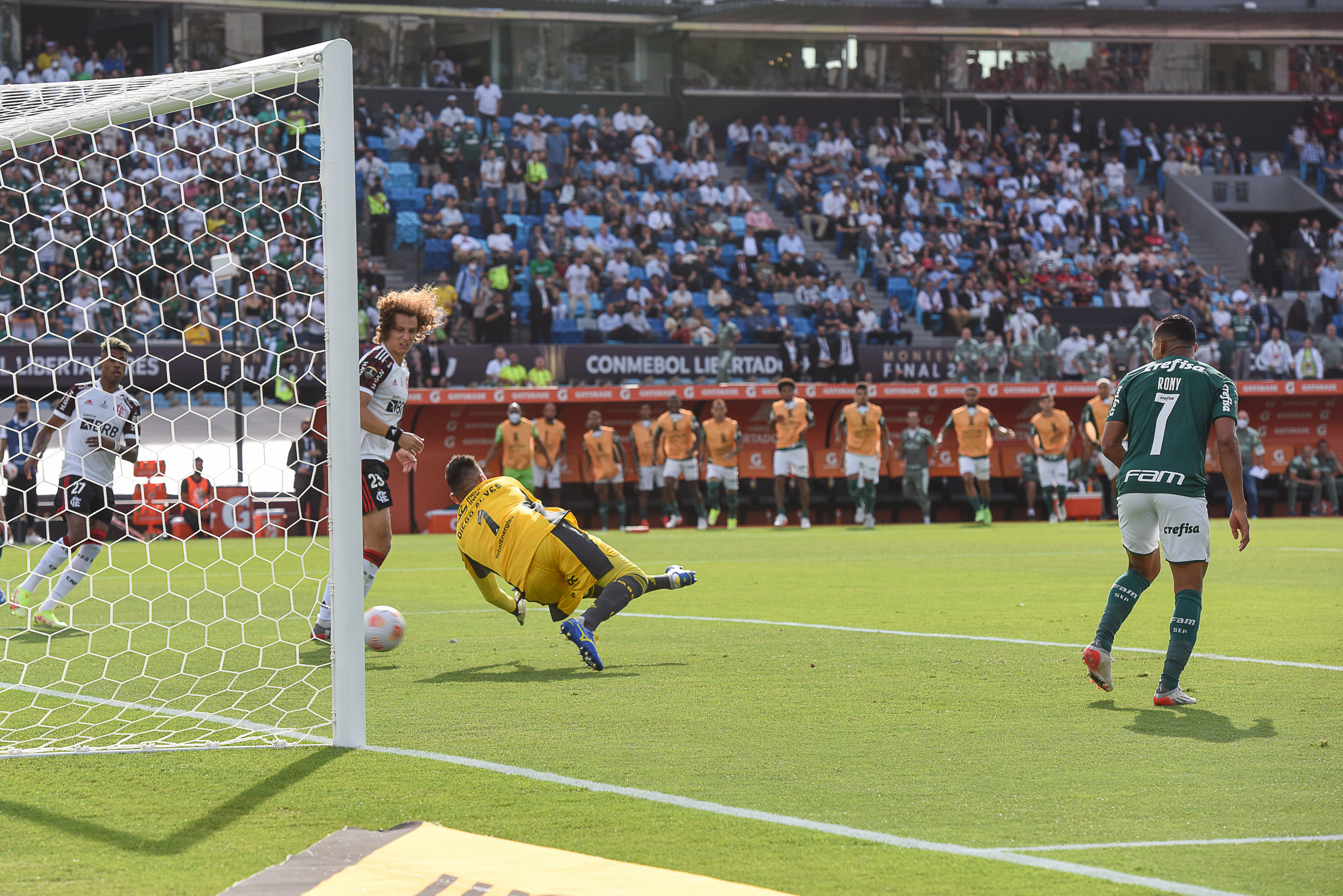
Momento do primeiro gol palmeirense. O time paulista abriu o placar logo no início do jogo, aos quatro minutos.

Antes do início da partida, foi respeitado um minuto de silêncio em respeito às vítimas da pandemia de COVID-19.
A partida começou com o Flamengo trocando passes e pressionando a saída de bola, contra um Palmeiras que fazia uma marcação forte. Rapidamente a estratégia do Palmeiras de utilizar seus alas deu resultado: aos quatro minutos, o zagueiro Gustavo Gómez lançou bola aérea em direção a Mayke, que disparou pelo lado direito do ataque palmeirense e tocou para o meio da área, onde o meio-campista Raphael Veiga veio em velocidade e tocou de pé esquerdo, por baixo do goleiro flamenguista Diego Alves, abrindo o placar para a equipe alviverde. Foi o quinto gol de Veiga na Libertadores de 2021, o décimo oitavo na temporada, artilheiro do clube.
Logo após o gol, o que se viu foi o Palmeiras recuando seu time e passando a marcar atrás da linha da bola, tentando aproveitar ainda mais os contra-ataques. Isso permitiu ao Flamengo avançar mais e ocupar espaço no campo de defesa palmeirense, apesar do ritmo da troca de passes ter diminuído. O Palmeiras apostava em seus jogadores que estavam melhores fisicamente, especialmente os velocistas Rony e Dudu, com o treinador Abel Ferreira orientando o time a explorar o corredor direito, por onde saiu o gol.
Aos trinta, o Flamengo foi forçado a fazer a primeira substituição da partida: o lateral-esquerdo Filipe Luís sentou-se no gramado e acusou lesão; Renê entrou no seu lugar. Aos 42, a primeira finalização a gol do rubro-negro: Gabriel Barbosa cruzou na área da direita na segunda trave buscando Bruno Henrique, que cabeceou para trás na direção de De Arrascaeta; o uruguaio dominou no peito e chutou para a defesa do goleiro Weverton. Esse acabou sendo o último lance de perigo do primeiro tempo, que terminou com o Flamengo com grande posse de bola (65%), porém menos finalizações a gol do que o rival (1 a 3).

### Segundo tempo
Os dois times voltaram para o segundo tempo sem substituições, mas com uma alteração tática do lado flamenguista: Bruno Henrique foi posicionado para jogar mais próximo de Gabriel Barbosa, deslocando De Arrascaeta para a meia-esquerda. Com isso, o Flamengo saiu de um 4–2–3–1 para um 4–4–2. Aos dois minutos, em cobrança de escanteio, o meia Andreas Pereira cobrou na primeira trave, o volante Willian Arão desviou para a trave oposta, onde Gabriel Barbosa tentou escorar para o gol, mas não alcançou. O Palmeiras respondeu cinco minutos depois, quando Rony recebeu passe de Raphael Veiga na entrada da área e arriscou um chute buscando o ângulo direito do gol do Flamengo; Diego Alves espalmou a escanteio. O alviverde seguia na estratégia de se defender, fazendo uma linha de cinco defensores, e aproveitar os contra-ataques. Ambas as equipes começaram a fazer as primeiras substituições no jogo. O Flamengo aumentou seu poder ofensivo ao trocar Éverton Ribeiro por Michael aos dezessete, abandonando o esquema 4–4–2 e utilizando um 4–3–3. O Palmeiras, por outro lado, trocou o volante Danilo, que sentiu cãimbras, pelo também volante Patrick de Paula, aos 25.

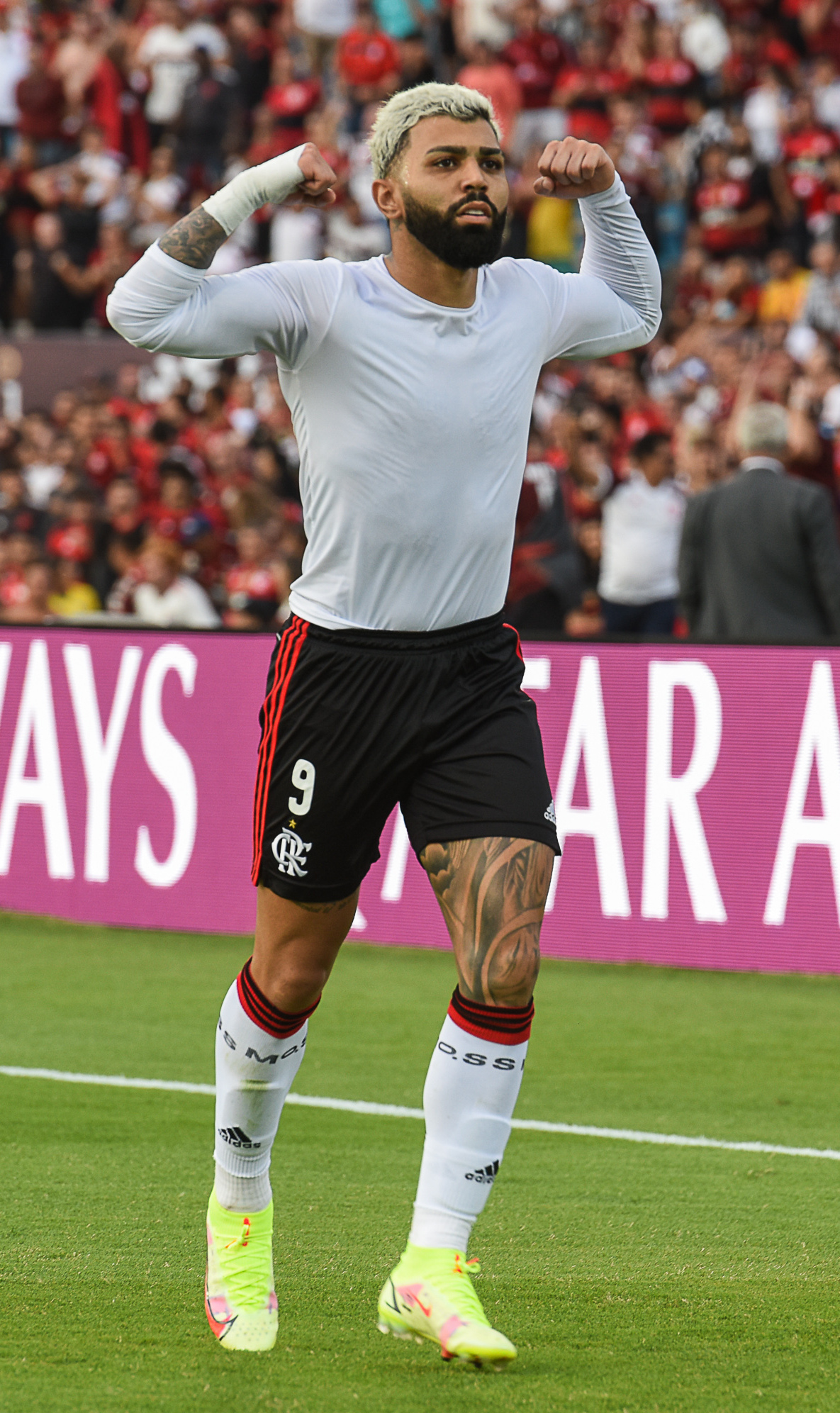
Gabriel Barbosa comemorando seu gol. Ele empatou o jogo aos 27 minutos do segundo tempo.

Aos 27 minutos, o Flamengo chegou ao empate. Em jogada iniciada pela esquerda, Gabriel Barbosa tabelou com De Arrascaeta, superou a cobertura de Mayke, invadiu a área e chutou forte, rasteiro, entre a trave direita do gol palmeirense e o goleiro Weverton. Foi o 33º gol de Gabriel na temporada, o décimo primeiro na Libertadores de 2021, artilheiro da competição. Por tirar a camisa na comemoração, o atacante recebeu cartão amarelo. O zagueiro Gustavo Gómez protestou com o árbitro Néstor Pitana, alegando que houve uma infração na construção da jogada; porém o VAR confirmou o gol e Gómez recebeu cartão amarelo pelas reclamações.
Já no final do segundo tempo, aos quarenta, De Arrascaeta fez lançamento pela direita em direção a Michael; o atacante recebeu a bola na entrada da área, se livrou da marcação de Piquerez e chutou cruzado, mas a bola foi para fora, à direita do gol palmeirense. Ambas as equipes não conseguiram criar mais chances perigosas no restante da partida e o tempo complementar terminou empatado em 1–1, levando a decisão para a prorrogação. A segunda etapa terminou com a equipe rubro-negra predominando as ações da partida, novamente com mais posse de bola (59%) e menos finalizações a gol do que a equipe palestrina (1 a 2).

### Prorrogação
Com o desgaste físico dos dois times sendo evidente, mais substituições foram realizadas. Do lado palmeirense, o centroavante Deyverson entrou no lugar de Raphael Veiga, deixando o time num 4–3–3, com o centroavante fazendo um trio de ataque com Rony e Wesley — esse último havia entrado no lugar de Dudu ainda no segundo tempo. Do lado flamenguista, o meia Kenedy substituiu Bruno Henrique.
Logo aos quatro minutos, o Flamengo trocava passes no campo de defesa quando o meia Andreas Pereira, ao tentar dar um passe, acabou chutando o chão com o pé direito e perdendo o equilíbrio; Deyverson roubou a bola, avançou sozinho até a área, e, na saída de Diego Alves, chutou para o gol; o arqueiro chegou a desviar a bola levemente com o pé esquerdo, mas ela foi para as redes, colocando o time alviverde novamente em vantagem na partida. Foi o primeiro e único gol de Deyverson na Libertadores de 2021. Aos seis minutos, o Flamengo respondeu fazendo uma investida pela esquerda com De Arrascaeta; o uruguaio invadiu a área e inverteu a jogada para a direita, onde o lateral Matheuzinho rolou atrás para Gabriel Barbosa, que chutou por cima do gol. Tal lance acabou sendo o último de real perigo nos primeiros quinze minutos da prorrogação.
O Flamengo deu a saída de bola para o segundo tempo da prorrogação e ocupou o campo de defesa palmeirense nos primeiros minutos tentando criar uma boa chance, mas parava na marcação alviverde. Percebendo isso, aos cinco, Renato Gaúcho trocou De Arrascaeta e Andreas Pereira pelos atacantes Vitinho e Pedro. Com isso, trocou o 4–3–3 por um esquema mais ofensivo, 4–2–4. Imediatamente Abel Ferreira mandou a campo o volante Felipe Melo no lugar do lateral-esquerdo Piquerez para melhorar a proteção ao sistema defensivo do Palmeiras; Gustavo Scarpa foi para a lateral-esquerda. O Flamengo seguia rondando a área palmeirense e arriscando lançamentos longos para a área palmeirense e chutes de fora, mas sem sucesso. Aos dezoito minutos, no último lance de perigo da partida, o Flamengo teve escanteio pela direita; o lateral Matheuzinho alçou na área, e a zaga palmeirense afastou. Quando o lateral-esquerdo Renê deu lançamento do campo de defesa flamenguista tentando recolocar a bola na área palmeirense, o árbitro Néstor Pitana encerrou a partida aos dezoito minutos, após três minutos de acréscimo.

### Detalhes
| 27 de novembro | Palmeiras                        | 2 – 1 (pro) | Flamengo            | Estádio Centenario, Montevidéu                     |
| 17:00 (UTC−3)  | Raphael Veiga 5' · Deyverson 95' | Relatório   | 72' Gabriel Barbosa | Público: ≈45 000 Árbitro: ARG Néstor Pitana (FIFA) |

| [ 79 ] | Palmeiras | Flamengo | [ 79 ] |

| G             | 21            | Weverton          |        |      |
| LD            | 12            | Mayke             |        | 105' |
| Z             | 15            | Gustavo Gómez     | 74'    |      |
| Z             | 13            | Luan              |        |      |
| LE            | 22            | Joaquín Piquerez  | 67'    | 113' |
| M             | 28            | Danilo            |        | 70'  |
| M             | 8             | Zé Rafael         |        | 82'  |
| M             | 14            | Gustavo Scarpa    |        |      |
| M             | 23            | Raphael Veiga     |        | 90'  |
| A             | 43            | Dudu              |        | 77'  |
| A             | 7             | Rony              |        |      |
| Substitutos:  |               |                   |        |      |
| G             | 42            | Jailson           |        |      |
| Z             | 4             | Benjamín Kuscevic |        |      |
| LE            | 6             | Jorge             |        |      |
| M             | 5             | Patrick de Paula  |        | 70'  |
| M             | 18            | Danilo Barbosa    |        | 82'  |
| M             | 25            | Gabriel Menino    |        | 105' |
| M             | 30            | Felipe Melo       | 120+1' | 113' |
| A             | 9             | Deyverson         |        | 90'  |
| A             | 10            | Luiz Adriano      |        |      |
| A             | 11            | Wesley            |        | 77'  |
| A             | 19            | Breno Lopes       |        |      |
| A             | 27            | Gabriel Veron     |        |      |
| Treinador:    |               |                   |        |      |
| Abel Ferreira | Abel Ferreira | Abel Ferreira     | 93'    |      |

| G             | 1  | Diego Alves            |     |      |
| LD            | 44 | Mauricio Isla          |     | 79'  |
| Z             | 3  | Rodrigo Caio           | 65' |      |
| Z             | 23 | David Luiz             |     |      |
| LE            | 16 | Filipe Luís            |     | 32'  |
| M             | 5  | Willian Arão           |     |      |
| M             | 18 | Andreas Pereira        |     | 111' |
| M             | 7  | Éverton Ribeiro        |     | 63'  |
| M             | 14 | Giorgian De Arrascaeta | 78' | 111' |
| A             | 27 | Bruno Henrique         |     | 90'  |
| A             | 9  | Gabriel Barbosa        | 74' |      |
| Substitutos:  |    |                        |     |      |
| G             | 45 | Hugo Souza             |     |      |
| Z             | 2  | Gustavo Henrique       |     |      |
| Z             | 30 | Bruno Viana            |     |      |
| LD            | 29 | Rodinei                |     |      |
| LD            | 34 | Matheuzinho            |     | 79'  |
| LE            | 6  | Renê                   |     | 32'  |
| M             | 10 | Diego                  |     |      |
| M             | 33 | Thiago Maia            |     |      |
| M             | 43 | Kenedy                 |     | 90'  |
| A             | 11 | Vitinho                |     | 111' |
| A             | 19 | Michael                |     | 63'  |
| A             | 21 | Pedro                  |     | 111' |
| Treinador:    |    |                        |     |      |
| Renato Gaúcho |    |                        |     |      |

| Regulamento - 90 minutos - 30 minutos de prorrogação caso haja empate no tempo normal - Persistindo o empate, o vencedor será decidido nas penalidades máximas - Doze jogadores substitutos - Máximo de cinco substituições, com uma sexta sendo permitida em caso de prorrogação |

### Estatísticas
| Primeiro tempo      | Palmeiras | Flamengo |
| ------------------- | --------- | -------- |
| Gols marcados       | 1         | 0        |
| Finalizações totais | 4         | 5        |
| Finalizações a gol  | 3         | 1        |
| Posse de bola       | 35%       | 65%      |
| Escanteios          | 2         | 1        |
| Impedimentos        | 0         | 2        |
| Defesas             | 1         | 2        |
| Cartões amarelos    | 0         | 0        |
| Cartões vermelhos   | 0         | 0        |

| Segundo tempo       | Palmeiras | Flamengo |
| ------------------- | --------- | -------- |
| Gols marcados       | 0         | 1        |
| Finalizações totais | 3         | 6        |
| Finalizações a gol  | 2         | 1        |
| Posse de bola       | 41%       | 59%      |
| Escanteios          | 2         | 4        |
| Impedimentos        | 0         | 0        |
| Defesas             | 0         | 2        |
| Cartões amarelos    | 2         | 3        |
| Cartões vermelhos   | 0         | 0        |

| Primeiro tempo (pro.) | Palmeiras | Flamengo |
| --------------------- | --------- | -------- |
| Gols marcados         | 1         | 0        |
| Finalizações totais   | 2         | 3        |
| Finalizações a gol    | 1         | 0        |
| Posse de bola         | 46%       | 54%      |
| Escanteios            | 0         | 0        |
| Impedimentos          | 0         | 0        |
| Defesas               | 0         | 0        |
| Cartões amarelos      | 0         | 0        |
| Cartões vermelhos     | 0         | 0        |

| Segundo tempo (pro.) | Palmeiras | Flamengo |
| -------------------- | --------- | -------- |
| Gols marcados        | 0         | 0        |
| Finalizações totais  | 1         | 5        |
| Finalizações a gol   | 0         | 0        |
| Posse de bola        | 20%       | 80%      |
| Escanteios           | 0         | 4        |
| Impedimentos         | 0         | 0        |
| Defesas              | 0         | 0        |
| Cartões amarelos     | 1         | 0        |
| Cartões vermelhos    | 0         | 0        |

| Total               | Palmeiras | Flamengo |
| ------------------- | --------- | -------- |
| Gols marcados       | 2         | 1        |
| Finalizações totais | 10        | 19       |
| Finalizações a gol  | 6         | 2        |
| Posse de bola       | 36%       | 64%      |
| Escanteios          | 4         | 9        |
| Impedimentos        | 0         | 2        |
| Defesas             | 1         | 4        |
| Cartões amarelos    | 3         | 3        |
| Cartões vermelhos   | 0         | 0        |

## Pós-jogo e reações

### Palmeiras

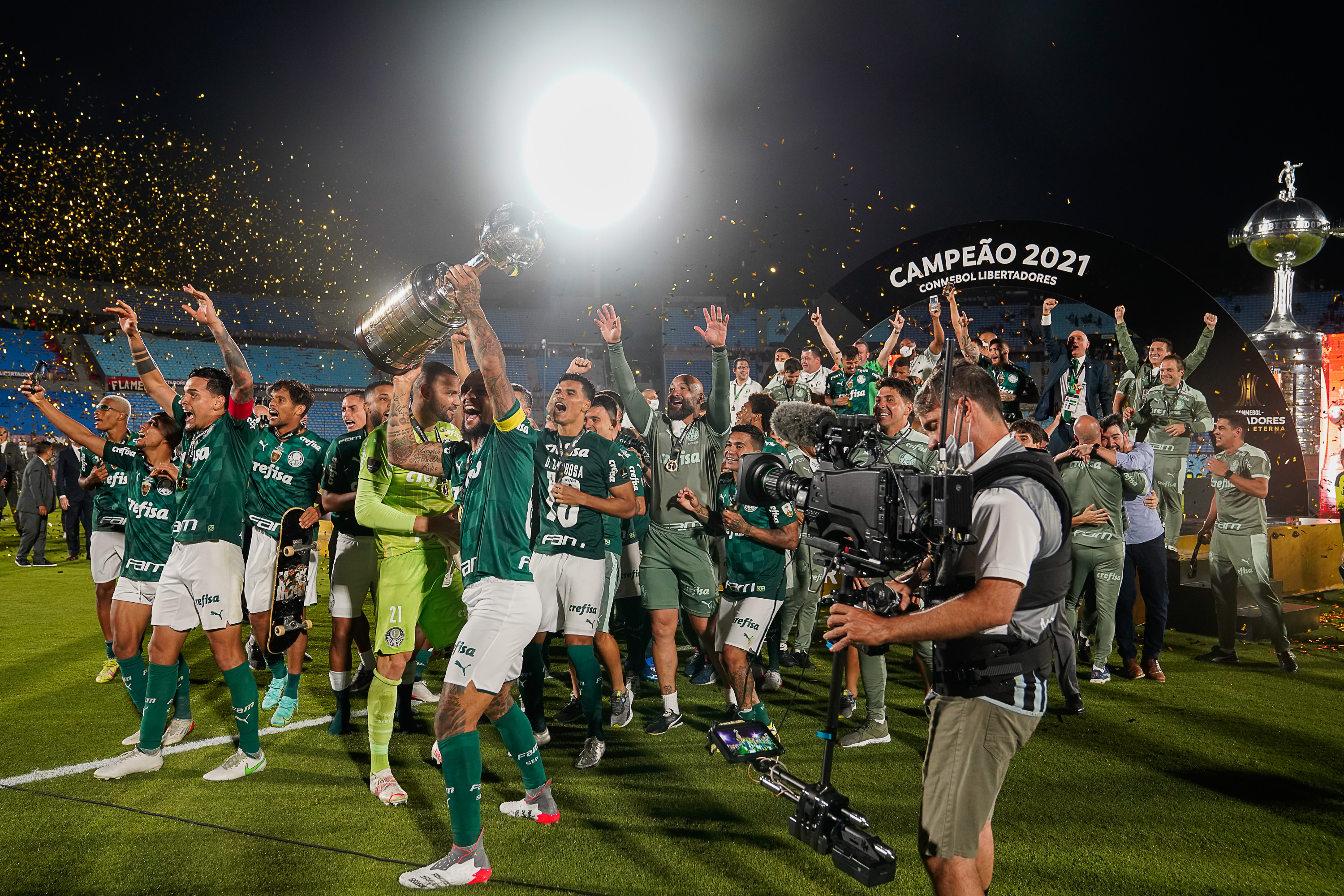
Elenco do Palmeiras comemorando o terceiro título alviverde na competição sul-americana.

O Palmeiras conquistou a Libertadores da América pela terceira vez na sua história, se juntando então ao São Paulo, ao Santos e ao Grêmio como maiores campeões brasileiros da competição. Com a conquista, o alviverde também sagrou-se bicampeão consecutivo do torneio, fato que não acontecia havia vinte anos, desde que o Boca Juniors conquistou as edições de 2000 e 2001, e também tornou-se o único clube a vencer duas edições da Libertadores no mesmo ano, 301 dias após ter vencido contra o Santos. Foi também o primeiro título oficial relevante que o Palmeiras conquistou fora do Brasil. Classificou-se para o Mundial de Clubes de 2021, nos Emirados Árabes Unidos, a Copa Libertadores da América de 2022, e a Recopa Sul-Americana de 2022. Posteriormente, em março de 2023, a FIFA anunciou que a conquista do torneio classificou o clube alviverde para o Mundial de Clubes da FIFA de 2025. Juntando as premiações de todas as fases da Libertadores, o Palmeiras ganhou 22,5 milhões de dólares (125,8 milhões de reais, na época) da CONMEBOL, e mais doze milhões de reais em bônus do seu patrocinador, a Crefisa. No clube desde 2015, a parceria rendeu, até então, seu sétimo título em seis anos, superando, nesta mesma base de comparação, a parceria do Palmeiras com a Parmalat nos anos 90 e 2000.
O triunfo também marcou uma série de feitos do técnico Abel Ferreira. O treinador português ganhou seu terceiro título como treinador do Palmeiras e tornou-se o técnico mais vitorioso do alviverde no século XXI, superando grandes nomes da história palestrina como Luiz Felipe Scolari e Vanderlei Luxemburgo. Abel também transformou-se no europeu com mais conquistas da Libertadores, ultrapassando o croata Mirko Jozić e o compatriota Jorge Jesus, e entrou para um seleto grupo de treinadores que foram bicampeões consecutivos do torneio, que conta com nomes como Lula, Telê Santana e Carlos Bianchi. Abel também foi o primeiro técnico a ganhar duas Libertadores seguidas no século XXI.
Da parte dos jogadores, alguns desabafaram após o título, tendo como alvo principalmente o volante Willian Arão, do Flamengo, que havia mencionado dias antes, em entrevista ao programa Arena SBT, de que seu time seria campeão ao vencer por 2–0. A final acabou sendo a última partida do volante Felipe Melo e do goleiro Jailson pelo Palmeiras, já que, em 4 de dezembro, a diretoria anunciou que os dois jogadores, que tinham contrato até o final de 2021, não teriam seus vínculos renovados com o alviverde.
Logo após o término da partida, o estádio do Palmeiras, Allianz Parque, teve uma exibição de foguetório ao seu redor para festejar a conquista. O clube alviverde voltou ao Brasil por volta das 2h do domingo, dia 28, e foi de ônibus para a Academia de Futebol, chegando por volta das 3h50. A equipe foi recepcionada por uma grande festa da torcida, que saudou com cânticos, bandeiras, fogos de artifício e sinalizadores. Depois, subiram num trio elétrico para festejar com os torcedores presentes. Logo após o contato com os fãs, o elenco, a comissão técnica, dirigentes e funcionários fizeram uma festa reservada na Academia de Futebol.

### Flamengo
O Flamengo foi vice da Libertadores pela primeira vez, após ter chegado à sua terceira final. Para alguns veículos da imprensa, o mau resultado evidenciou que a temporada de 2021 foi abaixo do esperado para o rubro-negro, mesmo tendo vencido dois títulos: o Campeonato Carioca e a Supercopa do Brasil.

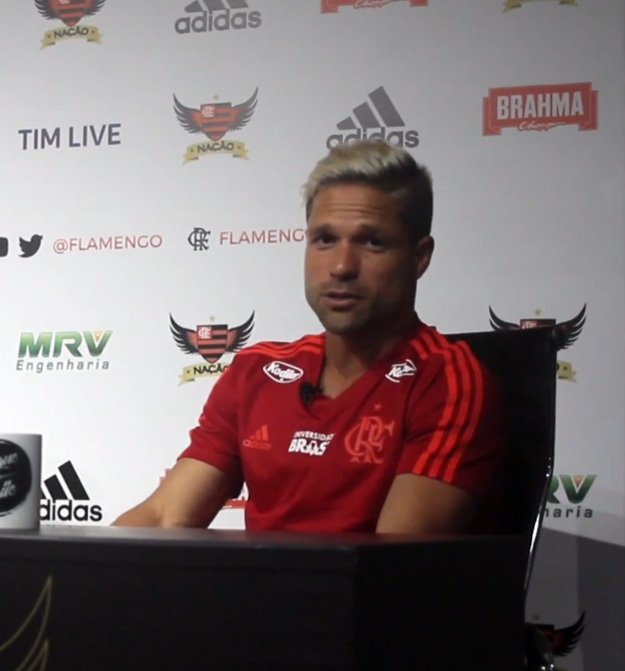
O meia Diego expressou seu apoio ao colega Andreas Pereira.

O meia Andreas Pereira, responsável pela falha que culminou no segundo gol do Palmeiras, fez um post no Instagram se retratando e pedindo desculpas à torcida pelo erro; o jogador recebeu apoio dos torcedores e do elenco: o zagueiro David Luiz e o meia Diego manifestaram seu respaldo ao meia. Após a partida, o atacante Gabriel Barbosa foi eleito como melhor jogador do torneio. Ele superou a concorrência dos colegas de time De Arrascaeta e Bruno Henrique, além dos adversários Weverton, Rony, e Raphael Veiga; também terminou a competição como artilheiro isolado, com onze gols.
O técnico Renato Gaúcho, em entrevista coletiva após a final, exaltou o grupo flamenguista, chamando-o de "vencedor". Declarou também que conversou com Andreas no vestiário e isentou o meia de qualquer responsabilidade do resultado, atribuindo a culpa do vice para si. O treinador tinha contrato até o final do ano, mas, dois dias depois da final, acabou sendo demitido. A diretoria comunicou que o auxiliar Maurício Souza assumiria o time interinamente até o encerramento do Campeonato Brasileiro.

### Repercussão
Vários jornais e boletins esportivos ao redor do mundo repercutiram a vitória palestrina em Montevidéu. Assim como na conquista da temporada anterior, a imprensa portuguesa, com seus jornais A Bola, Record e O Jogo, enalteceu o trabalho do treinador Abel Ferreira, dizendo que ele "fez história". Outros diários que exaltaram o título palmeirense foram o The Guardian, da Inglaterra, o L'Equipe, da França, o Marca e o As, da Espanha, o Clarín e o Olé, da Argentina, além do El Periódico Desportivo, da Colômbia e o En Cancha, do Chile, terra natal do zagueiro palmeirense Benjamín Kuscevic e do lateral-direito flamenguista Mauricio Isla.

### Audiência

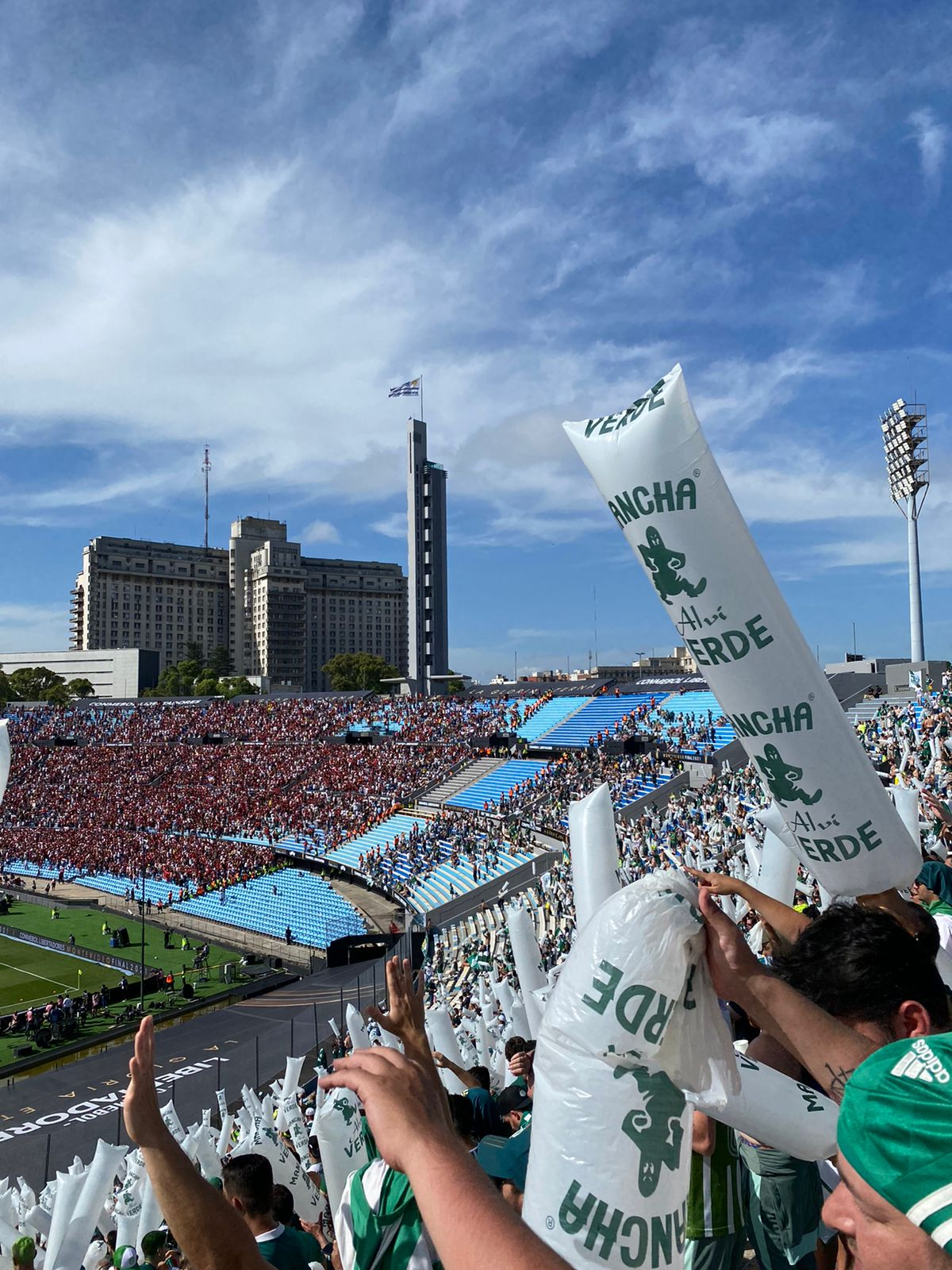
Torcida do Palmeiras na arquibancada do Estádio Centenário.

O SBT, por ser o único canal de TV aberta transmitindo a partida, alcançou vários recordes históricos de audiência com a exibição da final. De acordo com o IBOPE, a emissora garantiu a primeira colocação em todas as quinze praças medidas pelo Instituto, incluindo regiões como Grande São Paulo, Rio de Janeiro, Belo Horizonte e Brasília, com média de 25,6 pontos. De acordo com a emissora, esses dados representam o maior índice registrado desde agosto de 2001. Estima-se que o SBT tenha atingido por volta de 27 milhões de lares e 39 milhões de pessoas por todo o Brasil. Na mesma faixa horária da partida, a Rede Globo, segunda colocada, marcou 9,3 pontos de média com a apresentação de Caldeirão, a novela Nos Tempos do Imperador e de um programa jornalístico. A diferença de mais de 190% na audiência foi a maior na história do canal.
No Twitter, plataforma de comunicação, na seção "Assuntos do Momento", todos os vinte primeiros assuntos se referiam à final do torneio sul-americano. Foi o evento esportivo mais comentado do ano na rede social, gerando mais de três milhões de tweets (postagens) entre sábado, dia 27, e segunda-feira, dia 29. O número representou um aumento de 25% em relação à final da temporada passada. Durante o jogo, o Twitter registrou 2,6 milhões de tweets, uma média de 7,7 mil por minuto. Entre as hashtags mais comentadas estavam #VamosFlamengo, #CRF, #Libertadores, #AvantiPalestra e #Palmeiras. Dos cinco jogadores citados, apenas Deyverson foi o palmeirense de destaque, os outros foram os flamenguistas Gabriel Barbosa, Andreas Pereira, De Arrascaeta e Michael. Em 25 de novembro, o Twitter e a CONMEBOL anunciaram uma parceria para exibir tweets selecionados sobre a partida entre as 17h e 23h59 de sábado. As mensagens foram projetadas em tempo real para aparecer na Avenida Paulista, em São Paulo, e no Paredão da Rocinha, no Rio de Janeiro.